# (73956) 1997 VQ6
(73956) 1997 VQ6 – planetoida z pasa głównego asteroid okrążająca Słońce w ciągu 5,44 lat w średniej odległości 3,09 j.a. Odkryta 5 listopada 1997 roku.